# Almofala (subdivisão)
Almofala, almaala ou almaalá (em árabe: مَحَلَّة; romaniz.: maḥalla; lit. "acampamento militar"; em persa: محله‎; romaniz.: mahalle (nome também usado em turco); em azeri: Məhəllə; em hindi: मोहल्ला; em bengali: মহল্লা; romaniz.: môhollā; em albanês: mahallë ou mahalla; em sérvio e em búlgaro: махала; romaniz.: mahala; em macedônio: маало / маала; romaniz.: maalo ou maala) é uma palavra árabe traduzida de várias maneiras como distrito, quarteirão, bairro ou vizinhança.